# Martín Alonso Pinzón

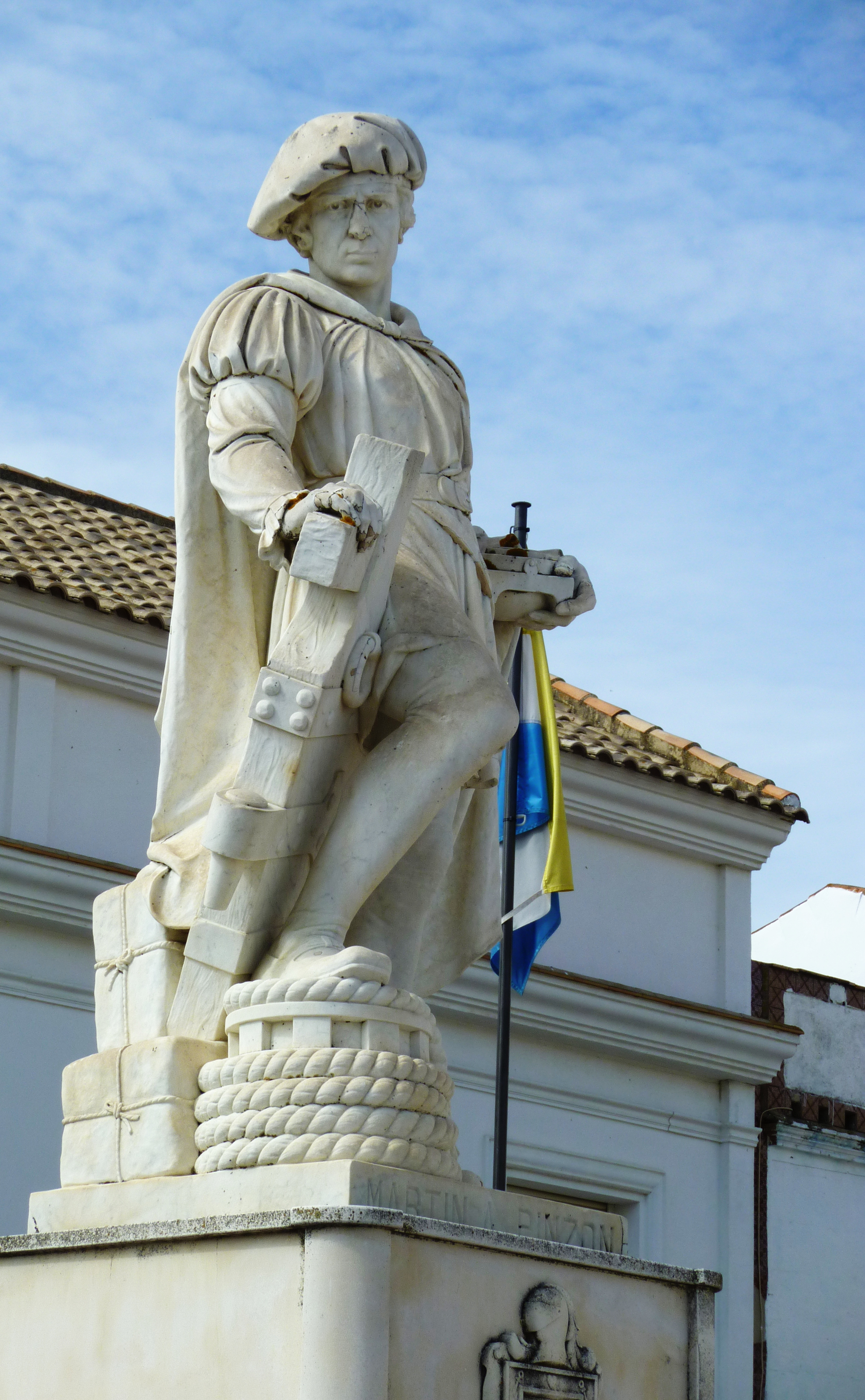
Statue des Martín Alonso Pinzón in Palos de la Frontera

Martín Alonso Pinzón (* 1441 in Palos de la Frontera; † 31. März 1493 ebenda) war ein spanischer Seefahrer, Unterstützer und Teilnehmer der ersten Kolumbus-Reise als Kommandant der schnellen Pinta, die am 1. März 1493 als Erste wieder in Spanien ankam. Er hatte zwei Brüder; Francisco Martín Pinzón begleitete ihn auf der Pinta, und Vicente Yáñez Pinzón befehligte auf der ersten Reise die Karavelle Niña, auf der Kolumbus zurückkehrte. Pinzón verstarb allerdings noch im Monat der Rückkehr.

## Leben
Martín Alonso Pinzón war Kapitän der Pinta, eines der beiden Begleitschiffe des größeren, aber langsameren Flaggschiffes, der Karacke Santa Maria von Christoph Kolumbus auf seiner ersten Reise. Dieses Schiff lief Ende 1492 auf Grund und wurde als Bauholz verwendet. Kolumbus übernahm die Niña, denn die Pinta war zu dem Zeitpunkt von der Restflotte getrennt, tauchte aber am 6. Januar wieder auf. 
Auf der Rückfahrt ab Mitte Januar 1493 wurde Pinzón alsbald erneut von Kolumbus und der Niña getrennt, sechs Wochen fuhren beide separat. Ob Sturm oder Absicht zugrunde lag, ist bis heute nicht bekannt, doch beschuldigte Kolumbus ihn des Verrats. Pinzón kam zuerst in Nordspanien an, Kolumbus landete auf den Azoren und kam drei Tage später nur in Lissabon an, was diplomatische Verwicklungen nach sich zog. Mit Briefen hat der bereits schwer kranke Pinzón die Entdeckung dem Hof bekannt gemacht, er wurde jedoch abgewiesen, da Kolumbus Kommandant der Reise sei. Beide sollten den Ausgangspunkt der Reise, den Hafen von Palos de la Frontera, anlaufen. Auf der Fahrt wurde sein Schiff während eines Sturms wiederum von Kolumbus getrennt, doch erreichten Kolumbus und er jeweils am 15. März 1493 den Heimathafen. Pinzón wurde vom Schiff getragen und verstarb noch im März. Es wird vermutet, er habe sich in Übersee mit einer unbekannten Krankheit angesteckt. 
Martín Alonso Pinzón war eine der wichtigsten Persönlichkeiten auf der Amerikafahrt von Christoph Kolumbus. Pinzón war Handelsherr und Seefahrer zugleich und ging als einer der entschiedensten Förderer des Kolumbus und zugleich als einer seiner entschiedensten Gegenspieler in die Geschichte ein. Pinta und Niña wurden von den Pinzóns für diese Expedition zur Verfügung gestellt. Diese Unterstützung erfolgte auch aus wirtschaftlichem Interesse.
Pinzón verfügte in Palos als Haupt einer reichen Kaufmannsfamilie über großen Einfluss, weil er als Schiffseigner Brotgeber vieler einheimischer Seeleute war. Er war bereit, das Risiko einer Westfahrt zu tragen, angesteckt von Kolumbus’ Gewissheit, der wortreich von den Reichtümern Indiens und den dort so leicht zu erlangenden Schätzen erzählte. Als den Nachkommen Kolumbus’ in den pleitos, den Gerichtsprozessen um dessen Erbe, die „Privilegien“ aberkannt werden sollten, wurde Pinzón im Nachhinein ein entscheidender Einfluss auf die Entdeckung Amerikas zugesprochen. Man ging so weit, den früh verstorbenen Pinzón als den tatsächlichen „Entdecker Amerikas“ herauszustellen, zumal er unterwegs Führungsqualitäten zeigte, von seinem Schiff aus zuerst Land gesichtet wurde und er auch zuerst Spanien erreichte. Auch wenn er damit über Gebühr in den Mittelpunkt gerückt wurde, so gehörte er bei dem Unternehmen doch zu den wichtigsten Triebkräften, ohne den die Ausrüstung und Bemannung der Flotte nicht so leicht von der Hand gegangen wäre. Die erste Reise wäre sonst möglicherweise gar nicht zustande gekommen. Eine Zeugenaussage berichtete, dass sich Martín Alonso solche Mühe gegeben habe, eine Mannschaft herbeizubringen und den Leuten Mut zu machen, als ob ihm selbst und seinen Kindern alles anheimfallen würde, was man zu entdecken hoffte.

## Wertung
Pinzón wollte von der Entdeckung des Seewegs nach Indien profitieren. Vielleicht führte dies zu Spannungen mit dem Generalkapitän der Unternehmung Kolumbus, nicht zuletzt deshalb, weil Kolumbus durch die spanische Krone den Titel Vizekönig verliehen bekam.

## Ehrungen
Die Insel Pinzón wurde nach ihm und seinem Bruder Vicente benannt.